# Конституция Дании
Конституционный акт Дании (дат. Danmarks Riges Grundlov) — конституция (основной закон) Королевства Дания. Первая датская конституция была принята в 1849 году, действующая конституция одобрена на референдуме в 1953 году. Конституция 1953 года состоит из 11 глав и 89 параграфов.

## Исторический очерк
В первой половине XIX века в Дании была абсолютная монархия, опиравшаяся на разветвлённый многоуровневый бюрократический аппарат. При этом к началу столетия в королевстве были проведены либеральные реформы, в том числе ликвидирована крепостная зависимость крестьян и введено всеобщее начальное образование. После Июльской революции во Франции (1830) в немецких владениях Дании — Шлезвиге и Гольштейне — усилились сепаратистские настроения, которые король Фредерик VI решил сгладить, учредив сословные представительства, два в немецких герцогствах и два на оставшейся территории королевства. Реформы продолжились в правление его племянника Кристиана VIII, который планировал октроирование конституции и внезапная болезнь и смерть которого помешала завершить реформы. 20 марта 1848 года под влиянием новой революции во Франции в Копенгагене прошли демонстрации сторонников либеральных преобразований. Король Фредерик VII включил нескольких представителей либералов в правительство и поручил тому разработать проект конституции. 

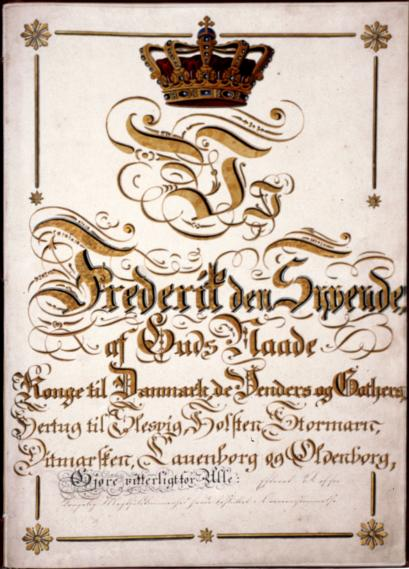
Конституция 1849 года

Проект был готов осенью, он предусматривал создание двухпалатного парламента (Ригсдага; нижняя палата называлась Фолькетинг, верхняя — Ландстинг). При этом правительство было ответственно перед королём, возглавлявшим исполнительную власть и одновременно имевшим право налагать вето на принятые Ригсдагом законы. Утверждение конституции было возложено на учредительное собрание, выборы в которое состоялись 5 октября. 25 мая после долгих обсуждений учредительное собрание утвердило текст конституции, 5 июня её подписал король.
В середине 1850-х годов Фредерик VII издал ряд указов, изменивших структуру органов государственной власти. Эта система указов в 1856 году была объединена в новую конституцию. Фредерик VII создал королевский совет, фактически ставший дополнительной палатой, которая могла пересматривать решения Ригсдага. Консервативная конституция 1856 года не пользовалась популярностью. Тяжёлое поражение в войне с Пруссией 1864 года вынудило короля Кристиана IX в 1866 году принять очередную конституцию, в которой за основу был взят закон 1849 года.
В следующий раз конституция была принята в 1915 году. Её основными новеллами были закрепление унии с Исландией и демократизация выборов в фолькетинг (в частности, отмена имущественного ценза для избирателей). При этом в конституции не был закреплён начавший складываться в Дании принцип формирования правительства победившей на выборах партией (это впервые произошло в 1901 году, после чего принцип стал конституционным обычаем).
После Второй мировой войны для работы над новым проектом конституции была создана конституционная комиссия. Её работа продолжалась семь лет, при этом основные споры шли вокруг двух вопросов: количества палат в парламенте и возраста, с которого приобретается избирательное право. В марте 1953 года проект был одобрен обеими палатами Риксдага, в мае вынесен на референдум. Для одобрения проект должен был набрать 45 % от общего числа избирателей, в итоге «за» высказались 45,7 %. Король Фредерик IX подписал конституцию 5 июня, в тот же день, когда была подписана и конституция 1849 года. В марте 1953 года был принят и конституционный закон о престолонаследии.

## Конституция 1953 года

### Общая характеристика

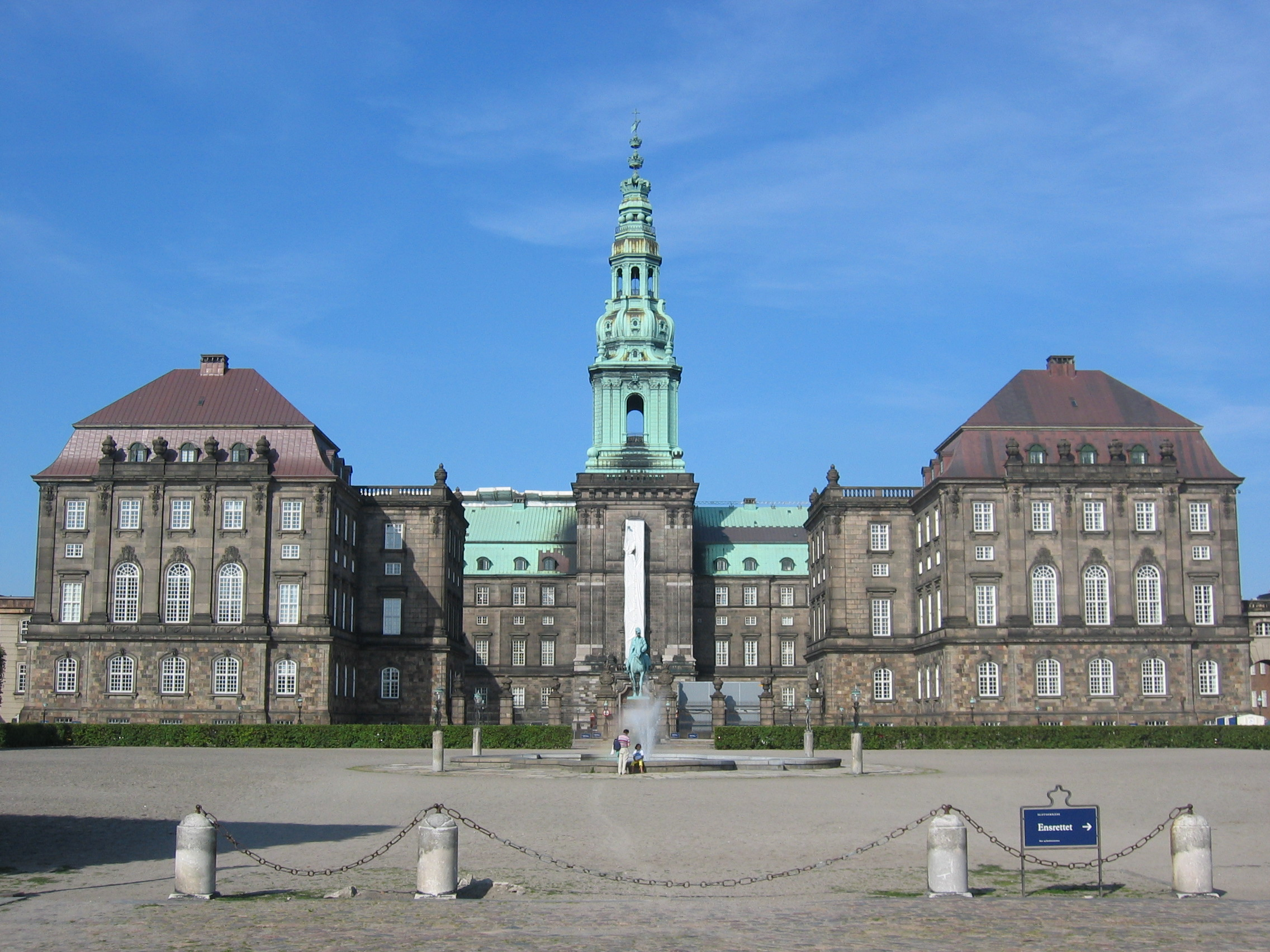
Фолькетинг

Текст конституции 1953 года был во многом основан на предыдущей конституции: 28 параграфов совпадают дословно, ещё многие подверглись редактированию.
Конституция распространяется на всю территорию Королевства Дании, включая Гренландию и Фарерские острова. Одновременно с этим в конституции зафиксирована возможность передачи государственными органами каких-то полномочий надгосударственным институтам. В настоящее время ряд вопросов регулируется правом Европейского союза. 
В раздел о правах и свободах человека были добавлены социальные и экономические гарантии, это стало отражением Декларации прав человека и Европейской конвенции о защите прав человека и основных свобод.

### Система государственных органов
Система государственных органов описана в разделах со второго по шестой. В Дании реализовано разделение властей на законодательную, исполнительную и судебную. Законодательную власть осуществляет фолькетинг, исполнительную власть возглавляет король, а осуществляет правительство, судебную — верховный суд Дании.
Параграф 15 закрепляет принцип парламентаризма: он оговаривает, что фолькетинг может выразить вотум недоверия одному из министров или всему правительству. Таким образом премьер-министр, хотя и назначается королём, является ответственным перед фолькетингом.